# Miedzianka (Janowice Wielkie)

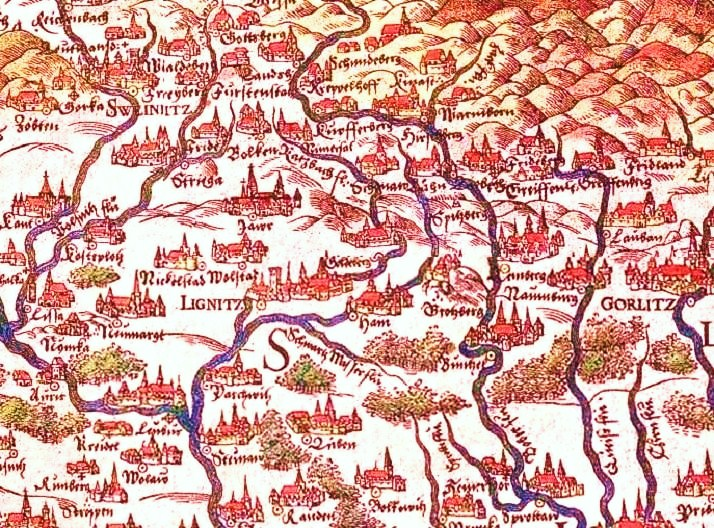
Landkarte von 1561 mit der historischen Ortsbezeichnung „Kupfferberg“

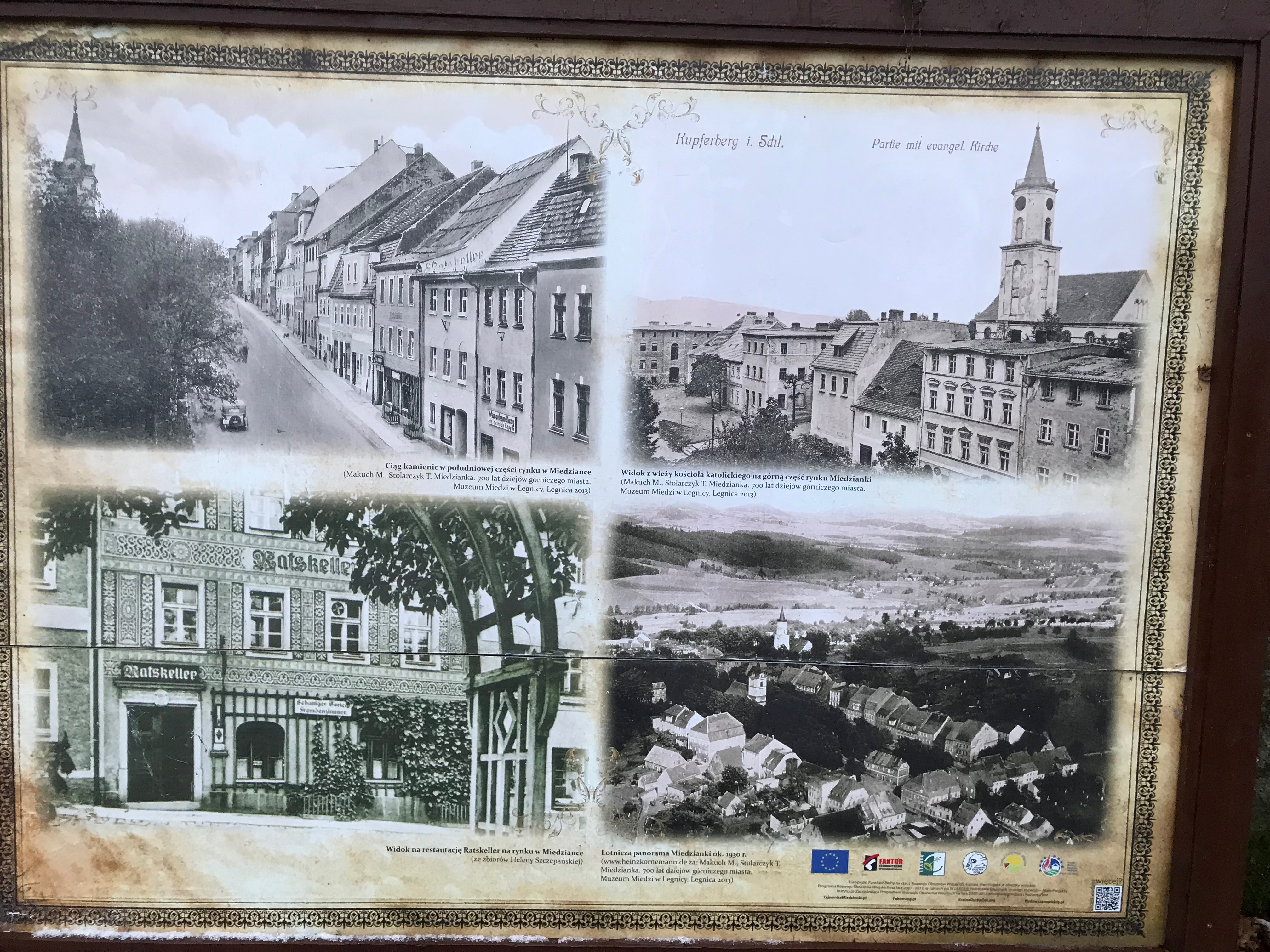
Infotafel

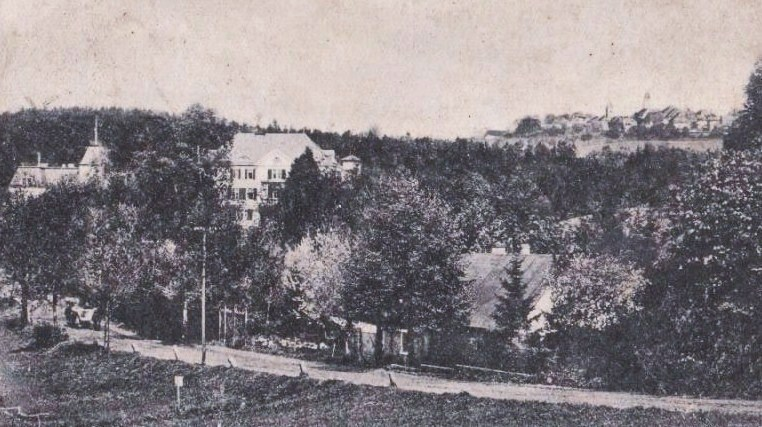
Sanatorium Jannowitz, im Hintergrund Kupferberg

Miedzianka (deutsch: Kupferberg im Riesengebirge; schlesisch Kupperbarg) ist ein Ort in der Landgemeinde Janowice Wielkie (Jannowitz) im Powiat Jeleniogórski der Woiwodschaft Niederschlesien in Polen. Es liegt im Hirschberger Tal südlich von Jelenia Góra (Hirschberg im Riesengebirge).

## Geschichte
Seit 1311 wurde auf dem Kupferberg, das zum Herzogtum Schweidnitz-Jauer gehörte, nach Erzen geschürft. Von 1370 bis 1375 war Grundherr ein Albrecht der Baier. Er hatte auf dem Kupferberg eine Grube, ein Vorwerk und einen gemauerten Hof als Herrensitz und trug den Titel eines Herrn des Kupferbergbaues. Nach dem Tode Albrecht des Baiern im Jahre 1338 oder 1339 übernahm dessen ältester Sohn Heinrich der Baier die Herrschaft von Waltersdorf. Er verkaufte schließlich 1370 erst einen Teil seines Besitzes und der Gruben, weil er mit den Erträgen nicht zufrieden war und 1374 seinen gesamten Besitz dem vermögenden Adeligen Clericus Bolze, der hier die erste größere Grundherrschaft gründete. 1375 vermachte Bolze sein Erbe und Gut zu Jannowitz und auf dem „Kopfirberge“ seiner Hausfrau Martha als Leibgedinge.
Bis 1512 war Konrad von Hoburg zu Fürstenstein, Hauptmann der Fürstentümer Schweidnitz und Jauer, der Besitzer von Kupferberg. Am 15. Oktober 1512 verkaufte er laut Urkunde die Dörfer Kupferberg, Waltersdorf, Janewitz und Baulzenstein mit allen Bergwerken und „Bergstetten“ an Hans Dypold von Burghaus (urkundlich 1509 bis 1537, in verschiedenen Schreibweisen). 1514 wurde der Kaufvertrag vom böhmischen Landesherrn König Wladislaus II. bestätigt.
1516 erhielt Kupferberg vom böhmischen König Ludwig II. alle Privilegien einer Freien Bergstadt verliehen. Das damalige Schloss Kupferberg entstand 1518. Nachdem Hans Dippold von Burghaus ein Vermögen in Kupferberg investiert hatte, kam er mit den Gewerken in Streit. 1537 verkaufte er die Güter Kupferberg, Bolzenstein, Waltersdorf und Jannowitz an Jobst Ludwig Dietz, einem königlich-böhmischen Sekretär, der 1539 eine neue Bergordnung erließ. Dieser verkaufte 1543 seinen gesamten Besitz an die Gebrüder Hans und Franz Hellmann aus Hirschberg. Diese errichteten ein Kupfersiedehaus zur Herstellung von Kupfervitriol zum Blaufärben von Tuchen. Auf einer Landkarte von 1561 ist die Schreibweise „Kupfferberg“ belegt.
Nach dem Ersten Schlesischen Krieg fiel Kupferberg 1742 mit dem größten Teil Schlesiens an Preußen. Die alten Verwaltungsstrukturen wurden aufgelöst und Kupferberg in den Landkreis Hirschberg eingegliedert. Von 1818 bis 1932 gehörte Kupferberg zum Landkreis Schönau im Regierungsbezirk Liegnitz. Seit 1838 war der Besitzer von Kupferberg und Jannowitz Wilhelm Graf zu Stolberg-Wernigerode. Die Haus- und Grundbesitzer waren zu dieser Zeit dem Dominium zinspflichtig. Die Städteordnung vom 19. November 1808 wurde 1811 eingeführt. Die Zivil-Jurisdiktion stand dem Grundherrn, die Kriminal-Jurisdiktion dem Fiskus zu, die beide seit 1831 durch das Standesgericht in Hirschberg ausgeübt wurden. Mit ihren nur etwa 600 Einwohnern galt die Stadt bis in die Neuzeit als kleinste Stadt Preußens. Die Bevölkerung der Stadt war überwiegend evangelisch.
Nach Ende des Zweiten Weltkriegs wurde Kupferberg von der sowjetischen Besatzungsmacht zusammen mit fast ganz Schlesien unter polnische Verwaltung gestellt. Die Polen führten für Kupferberg den polnischen Namen Miedzianka ein und entzogen ihr das Stadtrecht. Soweit die einheimischen deutschen Bewohner nicht zuvor geflohen waren, wurden sie in der Folgezeit größtenteils von der örtlichen polnischen Verwaltungsbehörde aus Kupferberg vertrieben. Als letzter deutscher Einwohner verließ Maximilian Franz von Glyschinsky im Juli 1957 seine Geburtsstadt, zusammen mit seiner Frau Charlotte, seinen Kindern und seiner Mutter; Hedwig von Glyschinsky. 1945 kam der russische General Schukow nach Kupferberg. Hedwig von Glyschinsky bewirtete ihn und seine Offiziere. Andere, damals noch verbliebene deutsche Einwohner, hatten sich aus Angst vor den Russen verbarrikadiert. General Schukow trug sich in das Gästebuch der Familie von Glyschinsky ein und bot ihnen an, sie nach Ostberlin auszufliegen, was Maximilian Franz von Glyschinsky ablehnte. Maximilian Franz von Glyschinsky war Erbe und einziger Sohn des Maximilian von Glyschinsky (geb. als von Chamier-Gliszczynski, 1883–1944), Mineralwasserfabrikant in Kupferberg, Markt 21.
Nach Kriegsende wurde in Kupferberg Uranerz geschürft. Als Folge des Bergbaus wurde der im Krieg unversehrt gebliebene Ort weitgehend abgerissen. Nach abgeschlossener Ausbeutung der Uranvorkommen wurde die Bevölkerung 1972 nach Hirschberg umgesiedelt und auch die Brauerei, die bis 1945 Georg Franzky gehörte, wurde bis 1972 von Polen weitergeführt und dann geschlossen und der Ort dem Verfall preisgegeben. Vom alten Kupferberg existiert heute nur noch die katholische Kirche. Die Häuserreihen und auch sonst die ganze Ortschaft sind verschwunden, sie wurden Mitte der 1970er Jahre abgerissen. Auf der Gemarkung der ehemaligen Kleinstadt befinden sich heute vorwiegend Waldflächen. Am Ort wurde vor einigen Jahren eine moderne Brauerei in Betrieb genommen.
Der polnische Journalist Filip Springer schrieb das Buch Miedzianka, welches es seit Oktober 2019 auch in deutscher Übersetzung unter dem Titel Kupferberg. Der verschwundene Ort  vorliegt.

## Sehenswürdigkeiten
- Katholische Filialkirche St. Johannes der Täufer
- Ehemaliges Schulgebäude

## Söhne und Töchter (Auswahl)
- Hugo von Matuschka-Greiffenclau (1822–1898), Gutsbesitzer, Politiker, Mitglied des Preußischen Herrenhauses
- Irmela Hofmann (1924–2003), Seelsorgerin und Autorin

## Bevölkerungsentwicklung

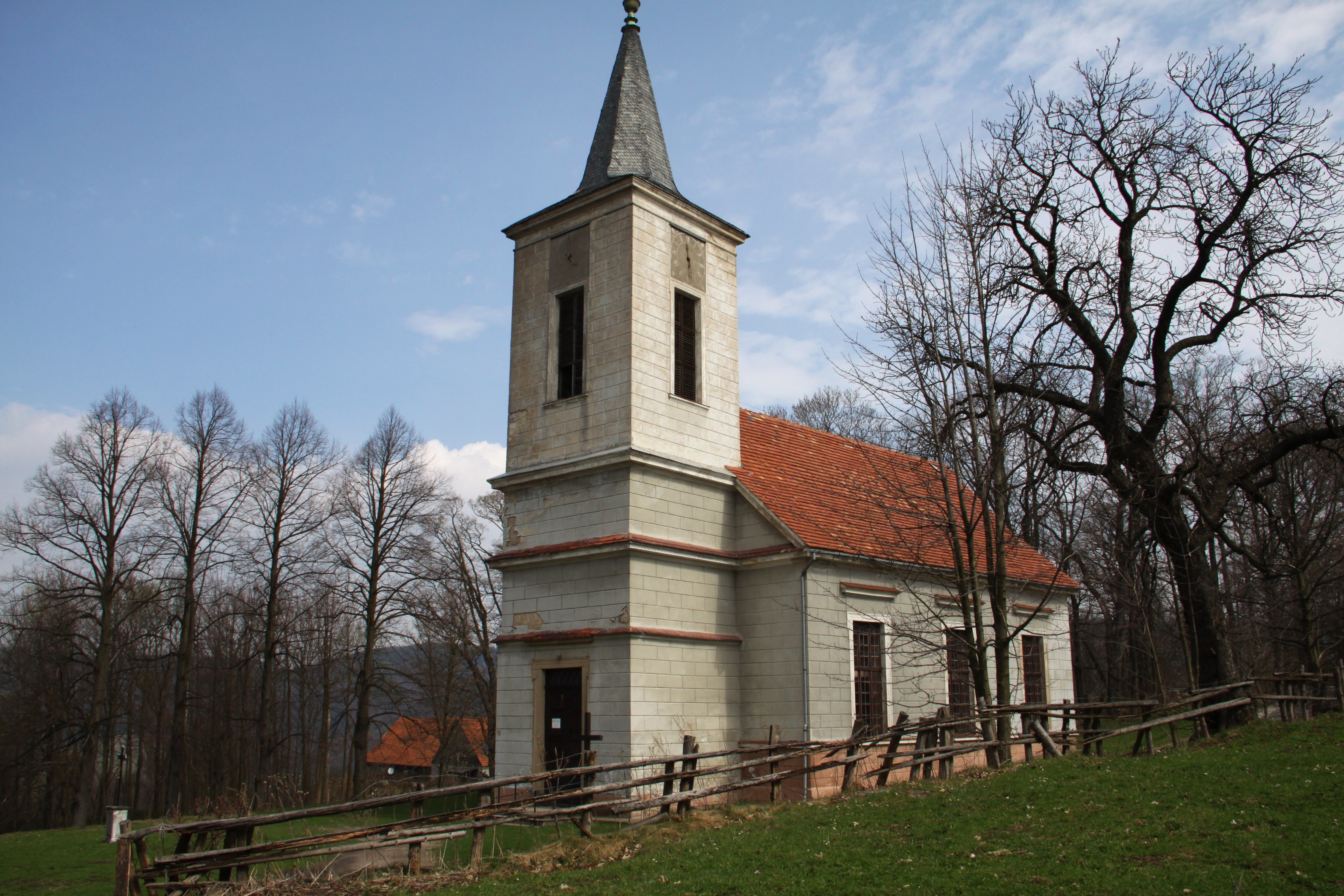
Katholische Kirche

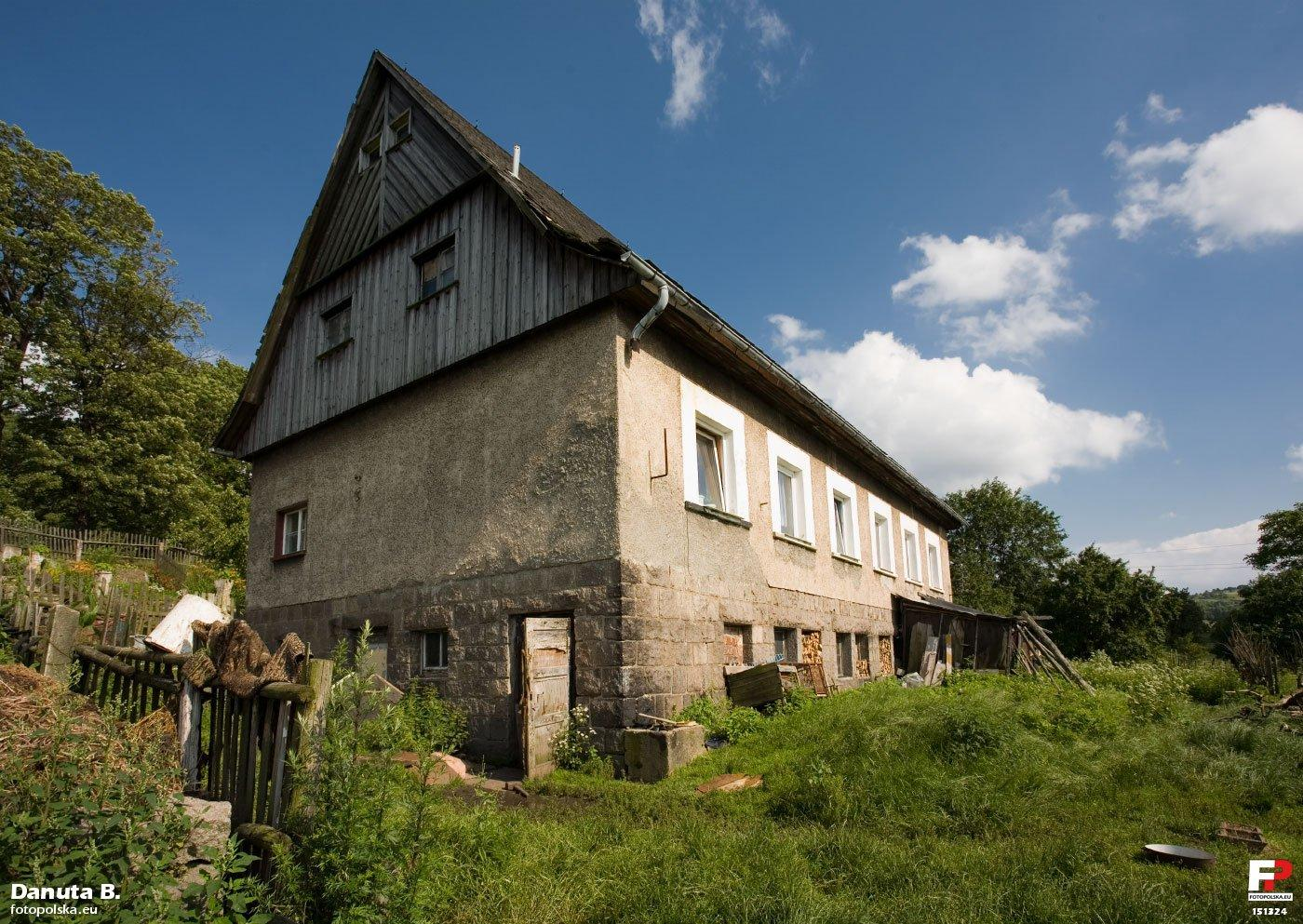
Ehemaliges Schulgebäude

| Jahr | Einwohner | Anmerkungen                               |
| ---- | --------- | ----------------------------------------- |
| 1825 | 689       | davon 125 Katholiken                      |
| 1840 | 667       | davon 555 Evangelische und 112 Katholiken |
| 1900 | 533       | [ 4 ]                                     |
| 1933 | 616       | [ 5 ]                                     |
| 1939 | 635       | [ 5 ]                                     |